# رباط کهنه
رباط کهنه مربوط به دوره قاجار است و در شهرستان مهریز، بخش مرکزی، دهستان خورمیز، روستای سریزد، محله سفلی واقع شده و این اثر در تاریخ ۱۸ اسفند ۱۳۸۷ با شمارهٔ ثبت ۲۵۳۵۶ به‌عنوان یکی از آثار ملی ایران به ثبت رسیده است.